# Колба (село)
Колба — село в Тисульском районе Кемеровской области. Входит в состав Куликовского сельского поселения.

## География
Центральная часть населённого пункта расположена на высоте 191 м над уровнем моря.

## Население
| 2010 |
| ---- |
| 419  |

### Половой состав
По данным Всероссийской переписи населения 2010 года, в селе проживало 419 человек (189 мужчин, 230 женщин).